# Michał Bulsa

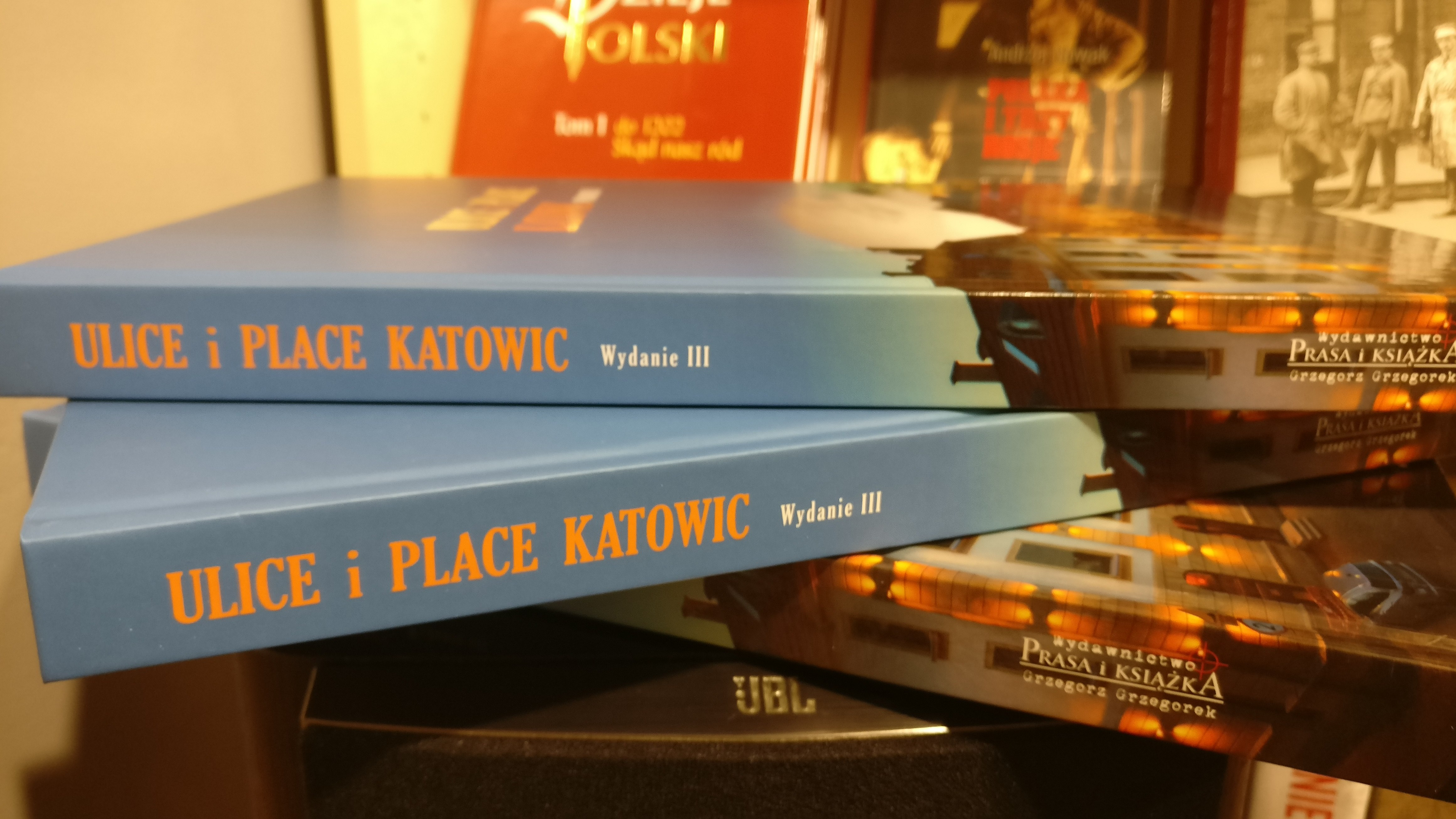
Rant książki „Ulice i place Katowic - wydanie III” (Katowice 2018)

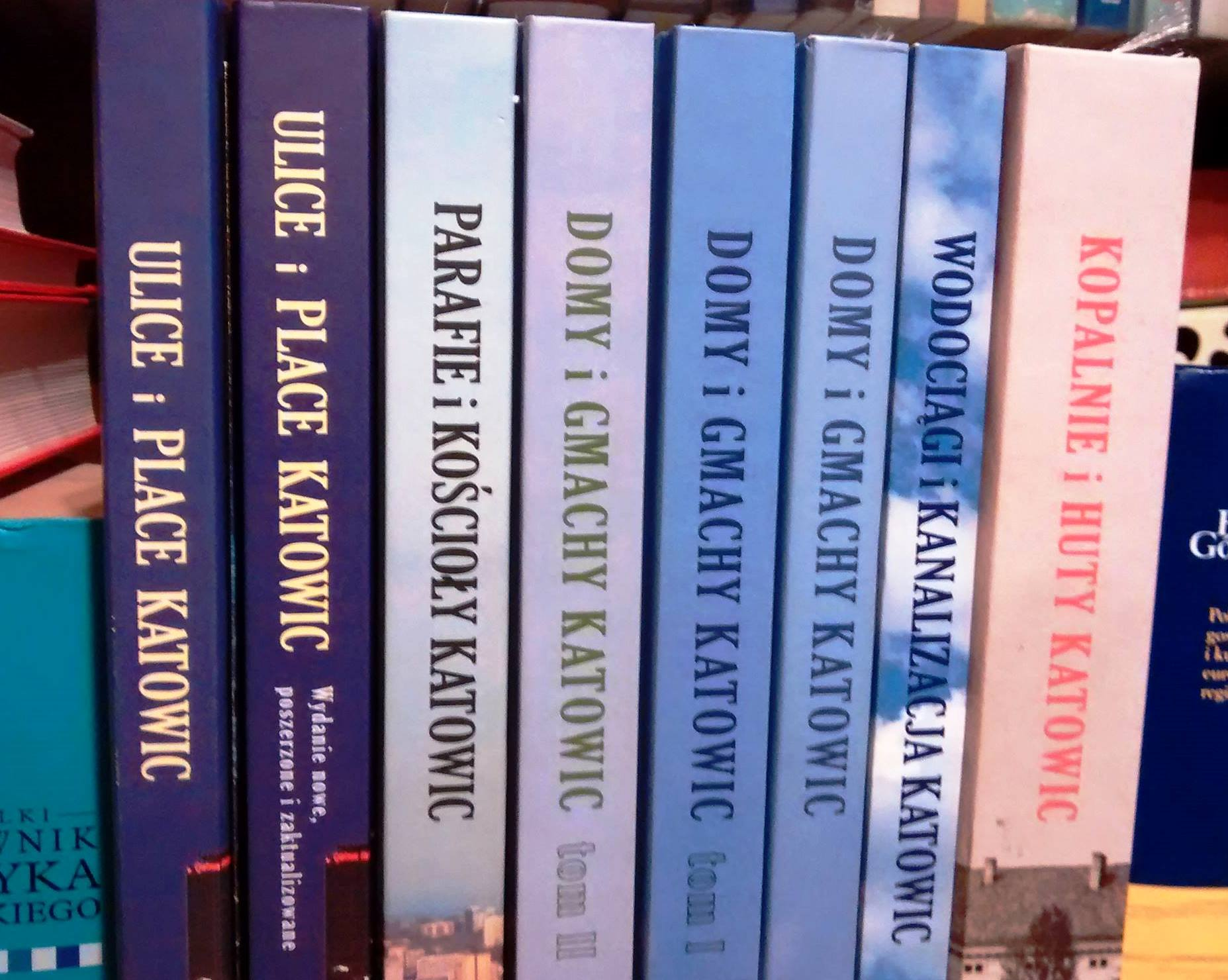
Ranty książek wydawanych przez wydawnictwo „Prasa i Książka”

Michał Łukasz Bulsa (ur. 1992 w Katowicach) – polski historyk, archiwista i muzealnik, specjalizuje się głównie w historii Górnego Śląska, a w szczególności Katowic; autor i współautor publikacji o tym mieście.

## Życiorys
Absolwent III Liceum Ogólnokształcącego im. A. Mickiewicza w Katowicach. W latach 2011–2016 studiował historię na Wydziale Nauk Społecznych Uniwersytetu Śląskiego, należąc m.in. do Studenckiego Koła Historyków Uniwersytetu Śląskiego. Stypendysta rektora Uniwersytetu Śląskiego oraz w 2015 stypendysta Ministra Nauki i Szkolnictwa Wyższego. Pracę magisterską obronił w 2016, napisaną pod kierunkiem prof. UŚ Sylwestra Fertacza.
W latach 2015–2018 pracownik Działu Historii Muzeum Historii Katowic, gdzie był współautorem wystawy stałej „Z dziejów Katowic” (otwarta 11 września 2018) oraz autorem cykli wykładów, lekcji i spotkań, poświęconych dziejom miasta i jego dzielnic (m.in. cykl „Podziel się historią”). Prowadzi także spacery historyczne po Katowicach oraz wykłady i spotkania dotyczące historii miasta i regionu.
Od 2019 pracownik Wojewódzkiego Urzędu Ochrony Zabytków w Katowicach.
Autor i współautor m.in. serii książek, poświęconych dziejom Katowic, wydawanych od 2012 przez wydawnictwo „Prasa i Książka” Grzegorza Grzegorka, opatrzonych wstępami Henryka Wańka. Pierwszą z tej serii była książka jego autorstwa pt. „Ulice i place Katowic”, określona przez redaktora Michała Smolorza „pierwszym uczciwym podręcznikiem historii miasta”.
Publikuje także teksty na łamach „Dziennika Zachodniego” oraz lokalnych gazet „Roździeń” i „Miesięcznik Roździeński”, dotyczących spraw wschodnich dzielnic Katowic. W latach 2013–2014 był sekretarzem redakcji portalu Szopienice.org. Od 2014 współzałożyciel i członek grupy „Burowiec – Inicjatywa Mieszkańców”; członek Stowarzyszenia Przyjaciół Dąbrówki Małej i Burowca. W latach 2018–2023 radny Rady Dzielnicy nr 15 Szopienice-Burowiec.
W 2023 odznaczony przez Ministra Kultury i Dziedzictwa Narodowego odznaką honorową „Zasłużony dla Kultury Polskiej”.

## Wybrane publikacje
- Ulice i place Katowic, Katowice 2012[26]
- Domy i gmachy Katowic, Katowice 2013 (współautorstwo z Grzegorzem Grzegorkiem i Beatą Witaszczyk)[27]
- Ulice i place Katowic, wydanie II, Katowice 2015[28][29]
- Domy i gmachy Katowic, tom 1, Katowice 2015 (współautorstwo z Grzegorzem Grzegorkiem i Beatą Witaszczyk)[30][31]
- Domy i gmachy Katowic, tom 2, Katowice 2016 (współautorstwo z Grzegorzem Grzegorkiem i Beatą Witaszczyk)[32]
- Sekrety Katowic, Łódź 2018 (współautorstwo z Barbarą Szmatloch)[33][34][35]
- Ulice i place Katowic, wydanie III, Katowice 2018[36]
- Katowice, których nie ma, Łódź 2019 (współautorstwo z Barbarą Szmatloch)[37][38]
- Tradycja, duma, pasja. Naprzód Janów (1920–2020), Katowice 2019[39]
- Ratusze Janowa i Szopienic, czyli dwa gmachy użyteczności publicznej we wschodnich Katowicach, wpisane do rejestru zabytków w 2020 roku, „Wiadomości Konserwatorskie Województwa Śląskiego” 2021, t. 13.
- Rejestr zabytków województwa śląskiego sprzed 1939 roku. Stan badań, „Wiadomości Konserwatorskie Województwa Śląskiego” 2021, t. 13.
- Patronackie osiedla robotnicze. Tom 1: Górny Śląsk, Łódź 2022[40].
- Patronackie osiedla robotnicze. Tom 2: Zagłębie Dąbrowskie, Ziemia Rybnicka, Ziemia Wodzisławska, Łódź 2023[41][42].
- Dąbrówka Mała. Dzieje dzielnicy Katowic, Katowice 2023.
- Wnętrze gmachu Banku Polskiego przy ul. Teodora Sixta 19 w Bielsku-Białej jako przykład klasycyzującego modernizmu dwudziestolecia międzywojennego, „Wiadomości Konserwatorskie Województwa Śląskiego” 2023, t. 15 (współautorstwo z Krystyną Wieczorek).
- Kolonia Olecka w Olzie oraz Osiedle Anna w Pszowie jako przykłady osiedli robotniczych powiatu wodzisławskiego, „Wiadomości Konserwatorskie Województwa Śląskiego” 2023, t. 15.
- Wybrane patronackie osiedla robotnicze Siemianowic Śląskich, „Siemianowicki Rocznik Muzealny” 2023, t. 22.
- Sekrety Katowic, część 2, Łódź 2024[43]